# Peter Woulfe
Peter Woulfe (Limerick, 1727 – Londen, 1803) was een Iers mineraloog en chemicus (alchemist), vooral bekend geworden omdat hij het bestaan het wolfraam veronderstelde.
Woulfe studeerde zowel in Engeland als ook op het vasteland van Europa, onder andere in Madrid. Naast zijn veronderstelling van wolfraam is een andere bekende vinding van hem de "fles van Woulfe"; een apparaat waarin gassen door vloeistoffen kunnen worden geleid. De laatste jaren van zijn leven heeft hij vooral besteed aan pogingen tot het veranderen van veel voorkomende metalen in goud, een bezigheid van veel alchemisten uit die tijd. Hij is hier echter niet in geslaagd.
In 1768 kreeg hij de Copley Medal.